# Leonid (Gorbačov)
Leonid (světským jménem: Leonid Eduardovič Gorbačov; * 26. října 1968, Stavropol) je ruský pravoslavný duchovní Ruské pravoslavné církve, arcibiskup a emeritní metropolita klinský.

## Život
Narodil se 26. října 1968 ve Stavropolu. Od roku 1970 žil s rodinou v Krasnodaru.
Roku 1985 dokončil střední školu a stal se laborantem fakulty aerodynamiky a dynamiky letů vojenského útvaru ULO 26265. Zde pracoval až do roku 1986. V této době sloužil jako ponomar v chrámu svatého Jiří v Krasnodaru.
V letech 1986-1988 sloužil v řadách Sovětské armády. Roku 1988 se stal čtecem chrámu svatého Jiří a hypodiakonem biskupa jekatěrinodarského a kubáňského Isidora (Kiričenka).
V letech 1989-1992 studoval na Leningradském duchovním semináři.
Dne 8. dubna 1990 byl arcibiskupem Isidorem (Kiričenkem) rukopoložen na diákona a 18. června byl arcibiskupem postřižen na monacha, jako mnišské jméno si ponechal své křestní. Dne 8. října byl rukopoložen na jeromonacha.
V letech 1990-1997 byl starším knězem soboru svaté Kateřiny v Krasnodaru. Roku 1995 navíc začal působit jako ključar toho chrámu (zástupce představeného chrámu).
Roku 1997 se stal pracovníkem Synodního oddělení pro spolupráci s ozbrojenými silami a donucovacími orgány při Moskevském patriarchátu.
Od března do září 1998 byl na služební cestě v rámci ruské samostatné výsadkové brigády ve spolupráci s Mírovými silami OSN v Bosně a Hercegovině.
Od října 1998 do září 2002 studoval na teologické fakultě Athénské univerzity. Při studiu působil jako jeden z duchovních ruského chrámu svatého Panteleimona v Athénách.
Od října 2002 začal pracovat v Sekretariátu pro mezipravoslavné vztahy při Oddělení pro vnější církevní vztahy Moskevského patriarchátu. Absolvoval krátké služební cesty na Athos, do Finska a Indie.
Dne 30. července 2003 byl rozhodnutím Svatého synodu jmenován členem Ruské duchovní misie v Jeruzalémě.
Dne 24. prosince 2004 byl Svatým Synodem osvobozen od funkce člena misie a byl ustanoven představeným podvorje Ruské pravoslavné církve v Alexandrii, chrámu Demetria Soluňského v Káhiře a zástupcem Moskevského patriarchy při patriarchu alexandrijském a celé Afriky.
Ve dnech 25.-29. září 2007 se v rámci delegace Ruské pravoslavné církve zúčastnil oslav 2000. výročí narození Ježíše Krista podle etiopského kalendáře.
V červnu 2009 se zúčastnil schůzky alexandrijského patriarchy Theodora II. a ruského prezidenta Dmitrije (Medveděva) v Káhiře.
Dne 11. dubna 2010 byl na podvorje Ruské pravoslavné církve v Káhiře při návštěvě patriarchy Kirilla povýšen na archimandritu.
Dne 29. května 2013 byl Svatým Synodem zvolen biskupem argentinským a jihoamerickým.
Dne 11. června 2013 byl v patriarchální rezidenci monastýru Danilov v Moskvě patriarchou Kirillem oficiálně jmenován biskupem.
Dne 17. června 2013 proběhla v chrámu svatého Igora Černigovského v Moskvě jeho biskupská chirotonie. Světiteli byli patriarcha moskevský Kirill, metropolita saranský a mordvinský Varsonofij (Sudakov), metropolita volokolamský Ilarion (Alfejev), arcibiskup istrinský Arsenij (Jepifanov), arcibiskup jegorjevský Mark (Golovkov), biskup solněčnogorský Sergij (Čašin) a biskup podolský Tichon (Zajcev).
Dne 3. června 2016 byl rozhodnutím Svatého synodu ustanoven biskupem vladikavkazským a alanským.
Dne 27. prosince 2016 byl Svatým synodem jmenován správcem Patriarchálních farností v Arménii.
Dne 29. července 2017 byl Svatým Synodem potvrzen jako představený Alanského Uspenského monastýru v Severní Osetii-Alanii.
Dne 4. prosince 2017 byl v chrámu Krista Spasitele v Moskvě patriarchou Kirillem povýšen na arcibiskupa.
Dne 17. října 2019 byl jmenován místopředsedou Oddělení pro vnější církevní vztahy Moskevského patriarchátu.
Dne 29. října 2019 se stal místopředsedou Pracovní skupiny pro bilaterální vztah mezi Ruskou pravoslavnou církví a Malankarskou pravoslavnou církví.
Dne 11. března 2020 byl jmenován místopředsedou Komise pro dialog mezi Ruskou pravoslavnou církví a Etiopskou pravoslavnou církví.
Dne 24. září 2021 byl Svatým synodem propuštěn ze správy vladikavkazské eparchie a funkce představeného Alanského Uspenského monastýru. Současně byl jmenován arcibiskupem klinským a vikářem moskevského patriarchy s pobytem v Moskvě. V souvislosti s četnými žádostmi duchovních alexandrijského patriarchátu o jejich přestup pod kanonickou jurisdikci moskevského patriarchy byl arcibiskup Leonid pověřen prostudováním těchto žádostí a předání návrhů Svatému synodu.
Dne 11. října 2021 byl jmenován představeným chrámu Všech svatých v Moskvě.
Dne 15. října 2021 byl ustanoven biskupem jerevanským a arménským s ponecháním funkce místopředsedy Oddělení pro vnější církevní vztahy.
V prosince 2021 získal na fakultě mezinárodního práva Ruské univerzity družby národů titul magistra. Téma diplomové práce znělo „Mezinárodní právní ochrana křesťanských menšin na Blízkém východě a v severní Africe“.
Dne 29. prosince 2021 byl Svatým synodem jmenován metropolitou klinským, patriarchálním exarchou Afriky, správcem severoafrické eparchie a dočasným správcem jihoafrické eparchie.
Dne 7. ledna 2022 byl v chrámu Krista Spasitele v Moskvě povýšen patriarchou Kirillem na metropolitu.
Dne 22. listopadu 2022 se Svatý synod alexandrijského patriarchátu rozhodl zbavit metropolitu Leonida jeho biskupského svěcení což Leonid popsal jako nekanonický akt který může provést jen Svatý synod Ruské pravoslavné církve. Dne 29. prosince 2022 vydal Svatý synod Ruské pravoslavné církve zprávu o neplatnosti rozhodnutí Svatého synodu alexandrijského patriarchátu.
Počátkem února 2023 Svatý synod Řecké pravoslavné církve uznal rozhodnutí alexandrijského patriarchátu a oficiálně oznámil sesazení „bývalého metropolity Leonida“ za narušení církevní jurisdikce alexandrijského patriarchátu moskevským patriarchátem. Dne 24. února 2023 se Svatý synod Bulharské pravoslavné církve rozhodl v reakci na dopis patriarchy Theodora II. zdržet bohoslužeb s metropolitou Leonidem. Synod také ustanovil komisi pro studium problémů na území alexandrijského patriarchátu.
Dne 23. ledna 2023 byl v rámci ruské invaze na Ukrajinu zařazen za „propagandu a podporu války proti Ukrajině“ na sankční seznam Ukrajiny.
Dne 11. října 2023 jej Svatý synod odvolal z funkce patriarchálního exarchy Afriky.
Dne 27. prosince 2023 jej Svatý synod odvolal z funkce správce jerevansko-arménské eparchie.

## Řády a vyznamenání

### Světské vyznamenání
- NATO Medaile za službu světu (1998)
- Jižní Osetie Medaile „Na památku 10. výročí vítězství lidu Jižní Osetie ve vlastenecké válce“ (21. srpna 2018)

### Církevní vyznamenání
- 2006 – Patriarchální diplom
- 2007 – Řád přepodobného Nestora Letopisce (Ukrajinská pravoslavná církev (Moskevský patriarchát))
- 2010 – Řád svatého Sávy Posvěceného (Pravoslavný patriarchát alexandrijský)
- 2010 – Řád blahověrného knížete Daniela Moskevského III. třídy
- 2013 – Řád svatého apoštola Marka (Pravoslavný patriarchát alexandrijský)
- 2017 – Medaile stavropolské eparchie "Stavropolský Kříž"
- 2018 – Řád přepodobného Serafima Sarovského III. třídy
- 2021 – Řád přepodobného Sergija Radoněžského III. třídy